# ハリー・ポッターとアズカバンの囚人 (サウンドトラック)
『ハリー・ポッターとアズカバンの囚人』 は、2004年5月25日に公開された映画『ハリー・ポッターとアズカバンの囚人』のサウンドトラック。

## 概要
ジョン・ウィリアムズが作曲・指揮を担当したシリーズ3作目にして最後のものである。これには「過去への窓」（Window to the Past）と「ダブル・トラブル」（Double Trouble）という、2つの大きなテーマが導入された。その他に、逆転時計およびシリウス・ブラックのハリー探しを描く2つのテーマが使われている。このサウンドトラックは、ロンドンのアビー・ロード・スタジオで録音された。アメリカで2004年5月25日に発売され、ビルボード200で68位、トップ・サウンドトラック・チャートでも3位に入った。
2004年6月26日にワーナー・ブラザース映画で公開された。
このアルバムは、アカデミー作曲賞、グラミー賞 映画・テレビサウンドトラック部門、およびワールド・サウンドトラック・アワード ベスト・オリジナル・スコア・オブ・ザ・イヤーにノミネートされた。2018年、このサウンドトラックは、「ハリー・ポッター」の最初の3作品の音楽を集めた限定版ボックスセットの一部として、本作の完全な音楽を網羅した2枚組のCDセットとして、La-La-Land Recordsより発売された。

## 収録曲
| #         | タイトル                                                                            | 作詞  | 作曲・編曲 | 時間  |
| --------- | ----------------------------------------------------------------------------------- | ----- | ---------- | ----- |
| 1.        | 「ルーモス! (ヘドウィグのテーマ)」(Lumos! (Hedwig's Theme))                         |       |            | 1:38  |
| 2.        | 「マージおばさんのワルツ」(Aunt Marge's Waltz)                                      |       |            | 2:15  |
| 3.        | 「夜の騎士バス」(The Knight Bus)                                                    |       |            | 2:52  |
| 4.        | 「列車の上の幽霊」(Apparition on the Train)                                         |       |            | 2:15  |
| 5.        | 「ダブル・トラブル」(Double Trouble)                                                |       |            | 1:37  |
| 6.        | 「バックビークの飛行」(Buckbeak's Flight)                                           |       |            | 2:08  |
| 7.        | 「過去への窓」(A Window to the Past)                                                |       |            | 3:54  |
| 8.        | 「暴れ柳と雪合戦」(The Whomping Willow and the Snowball Fight)                      |       |            | 2:22  |
| 9.        | 「お城のひみつ」(Secrets of the Castle)                                             |       |            | 2:32  |
| 10.       | 「肖像画」(The Portrait Gallery)                                                    |       |            | 2:05  |
| 11.       | 「ハグリッド教授」(Hagrid the Professor)                                            |       |            | 1:59  |
| 12.       | 「怪物本とまね妖怪ボガード!」(Monster Books and Boggarts!)                          |       |            | 2:26  |
| 13.       | 「クィディッチ、3年目」(Quidditch, Third Year)                                      |       |            | 3:47  |
| 14.       | 「ルーピンの変身とスキャバーズの追跡」(Lupin's Transformation and Chasing Scabbers) |       |            | 3:01  |
| 15.       | 「パトローナス・ライト」(The Patronus Light)                                        |       |            | 1:12  |
| 16.       | 「狼人間」(The Werewolf Scene)                                                      |       |            | 4:25  |
| 17.       | 「バックビークを救え」(Saving Buckbeak)                                             |       |            | 6:39  |
| 18.       | 「過去の時間へ」(Forward to Time Past)                                              |       |            | 2:33  |
| 19.       | 「ディメンターの結集」(The Dementors Converge)                                      |       |            | 3:12  |
| 20.       | 「フィナーレ」(Finale)                                                              |       |            | 3:24  |
| 21.       | 「いたずら完了!」(Mischief Managed!)                                                |       |            | 12:10 |
| 合計時間: | 合計時間:                                                                           | 70:08 |            |       |

## 楽曲詳細

### ルーモス！（ヘドウィグのテーマ）
「ヘドウィグのテーマ」はハリー・ポッターシリーズの全作品に形を変えて用いられている。だが、アズカバンの囚人はこれがオリジナルの形で使用されている最後の作品である。「ヘドウィグのテーマ」におなじみのチェレスタにより演出された不穏なメロディから始まり、主題がフルート、ハープへと引き継がれてゆく。

### ダブル・トラブル
ダブル・トラブルはジョン・ウィリアムズにより新学期のホグワーツへの温かい歓迎となるよう作曲された。本楽曲はロンドン・オラトリー・スクール・スコラにより歌唱された。また、歌詞はウィリアム・シェークスピアの戯曲『マクベス』より引用されており、3人の魔女が大きな釜を囲いながらおぞましいものを煮込んでいくシーンのセリフが使用されている。

### 過去の時間へ
ハリーとハーマイオニーが逆転時計（タイムターナー）を使用し、過去へと戻る際に使用されている曲である。全曲にわたり時計の針が時を刻む音が背景に織り込まれており、時間が刻一刻と迫っていることを強調している。弦楽器がリズミカルに奏でる反復する4音のモチーフと激しい木管楽器が時間の流動的な感覚を表現している。

### ディメンターの結集
ハリーがシリウス・ブラックをディメンターから救おうとする際に使用されている曲である。弦楽器の揺れ動くような不協和音から始まり、ティンパニーの轟き、金管楽器の長音にてクライマックスへと導かれ、静寂を経て「パトローナス・ライト」のメロディの一部へと移る。終盤楽曲は再度突然の静寂につつまれるが、やがてヘドウィグのテーマなどでおなじみのチェレスタの不思議で柔らかな響きによって終わりを迎える。

## 批評
このアルバムは映画音楽批評家からは好評の反応であった。
MovieCuesのArchie Wattは「これは2004年のアルバムを代表するものであり、すべての映画ファン及びジョン・ウィリアムズ氏のファンは十分に聞く価値があるだろう。」と称賛している。